# Sveriges vinter-Grand Prix
Sveriges vinter-Grand Prix var en internationell biltävling som kördes på en 46,5 km lång bana bestående av vintervägar och frusna sjöar söder om Borlänge under några år på 1930-talet. Start- och mål var på sjön Rämen och i andra änden av banan körde man även över Sellnässjön. 
1947 återuppstod tävlingen, då på en specialgjord bana av fruset grus på Rommeheds flygfält.

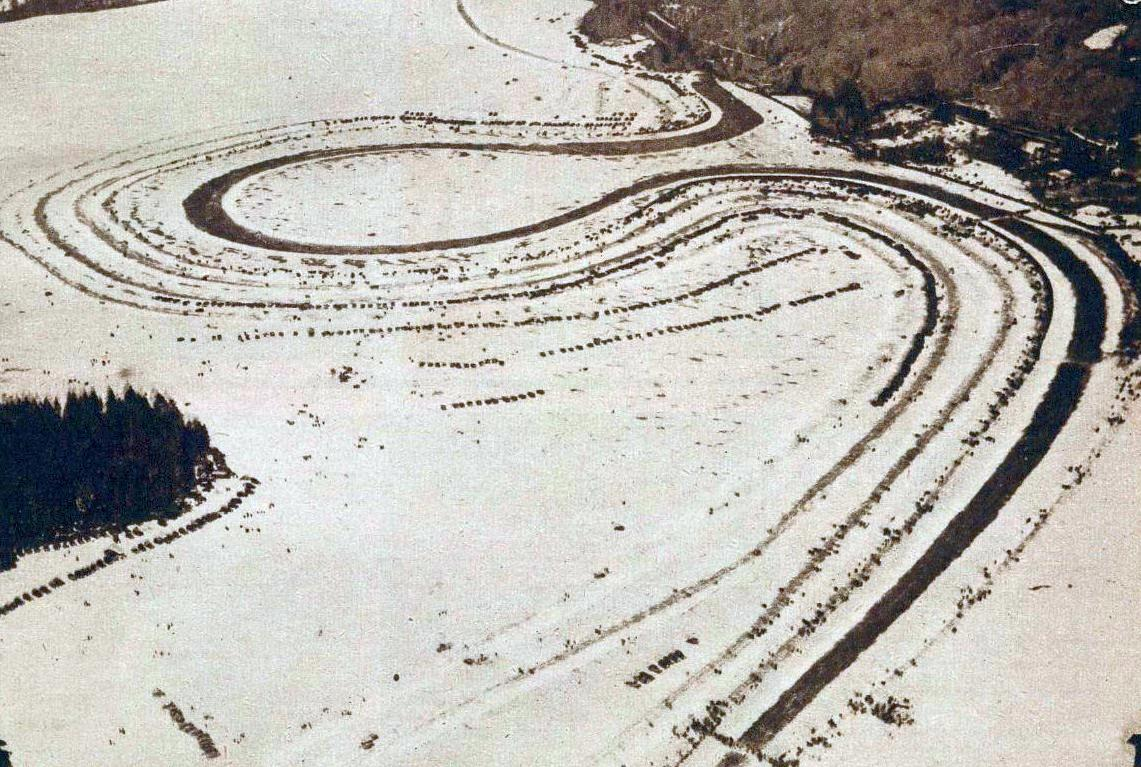
Rämen Sjön, Sveriges vinter-Grand Prix 1932.

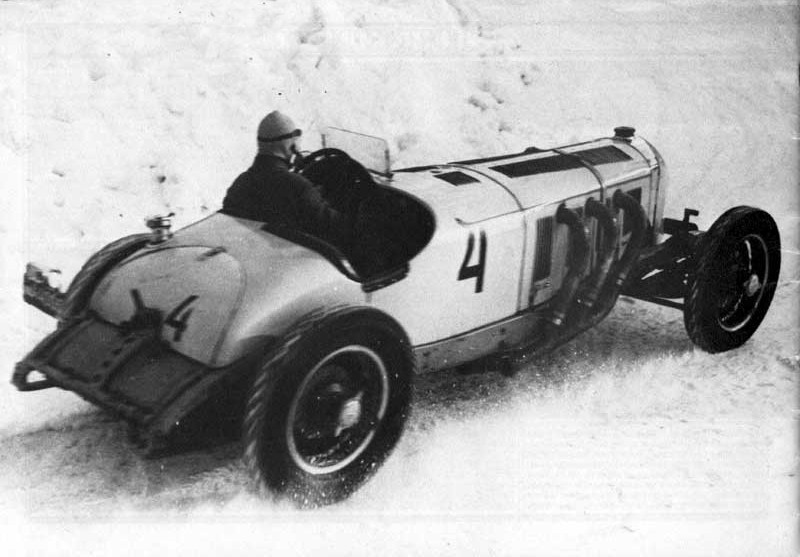
Karl Ebb, Rämenloppet 1936.

## Vinnare av Sveriges vinter-Grand Prix
| År             | Förare               | Bil               | Bana           |
| -------------- | -------------------- | ----------------- | -------------- |
| 1931           | Karl Ebb             | Mercedes-Benz SSK | Rämen          |
| 1932           | Olle Bennström       | Ford Special      | Rämen          |
| 1933           | Per-Viktor Widengren | Alfa Romeo        | Rämen          |
| 1934 till 1935 | Inga tävlingar       | Inga tävlingar    | Inga tävlingar |
| 1936           | Eugen Bjørnstad      | Alfa Romeo        | Rämen          |
| 1937 till 1946 | Inga tävlingar       | Inga tävlingar    | Inga tävlingar |
| 1947           | Reg Parnell          | ERA               | Rommehed       |